# Burt McKinnie
Burt Plumb McKinnie (Pleasanton, Kansas, 17 de gener de 1879 - Millville, Nova Jersey, 22 de novembre de 1946) va ser un golfista estatunidenc que va competir a primers del segle xx.
El 1904 va prendre part en els Jocs Olímpics de Saint Louis, on guanyà la medalla de plata en la prova per equips del programa de golf, com a membre de l'equip Trans-Mississippi Golf Association. En la prova individual arribà a semifinals, on perdé contra Chandler Egan, per la qual cosa guanyà la medalla de bronze.